# کلیسای آدانا ببکلی

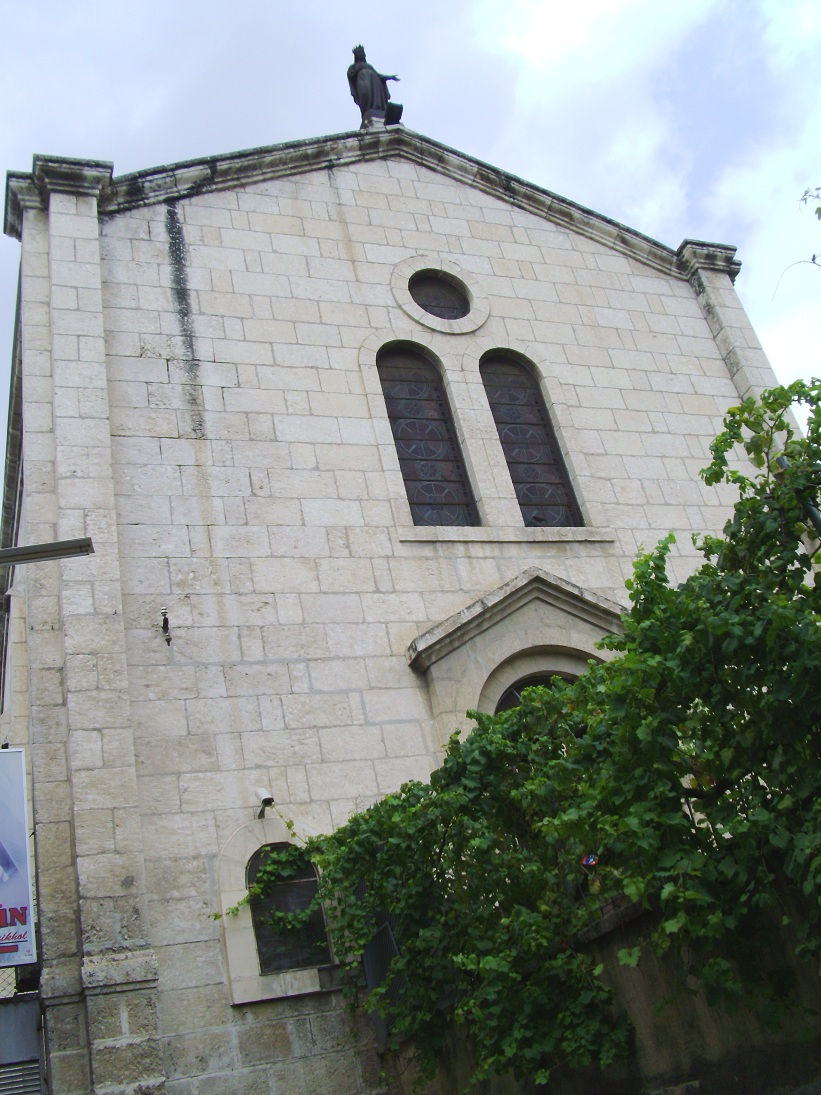
تصویری از کلیسای کودک در شهر آدانا

کلیسای کودک آدانا یا ببکلی کیلیسه آدانا (به ترکی استانبولی: Adana Bebekli Kilise) کلیسایی در شهر آدانا در جنوب ترکیه است.
این کلیسا در سال ۱۸۸۱ (میلادی) بنا شده‌است. در این کلیسا مراسم کاتولیک روم برگزار می‌شود. در بالای ساختمان این کلیسا مجسمهٔ حضرت مریم به ارتفاع ۲٫۵ متر نصب شده‌است. این کلیسا با نام پولس ساخته شده بود.